# Norrköping (1858)
Norrköping var en fregatt och ett segelfartyg i svenska flottan som byggdes på Karlskrona Örlogsvarv. Hon sjösattes i augusti 1858 och var flottans sista seglande fregatt. Hennes totala segelyta låg på 1661 m². År 1866 blev hon modifierad till en korvett och från 1902 fick hon tjänstgöra som logementsfartyg. Efter utrangeringen 1936 såldes hon 1939 och blev upphuggen i Torekov innanför Hallands Väderö.